# BioRad
Bio-Rad est une société spécialisée en biotechnologies. La société est basée à Hercules, en Californie aux États-Unis. Elle a été fondée en 1952 par David et Alice Schwartz. Son PDG est le fils de David Schwartz, Norman.

## Structure
Bio-Rad Corporate est divisée en deux activités principales :
- Recherche fondamentale (Life Science Group ou LSG) ;
- Diagnostic clinique (Clinical Diagnostic Group ou CDG) ;
- Une entité de ventes (Sales).

## Activité
Bio-Rad développe et commercialise des tests et des systèmes de diagnostics destinés aux laboratoires d’analyses médicales, aux centres de transfusion sanguine et aux laboratoires de contrôle industriel. No1 des systèmes de gestion du contrôle qualité pour les laboratoires de biologie médicale, le groupe est leader dans le dépistage du sida, des hépatites et des maladies auto-immunes. Au 9e rang mondial dans le diagnostic « in vitro », fort de 8 200 collaborateurs présents dans 150 pays.

## Filiales et implantations
Sa filiale MJ research est un constructeur de thermocycleurs. BioRad produit aussi des appareils de PCR en temps réel.
L'activité SELDI de Ciphergen a été racheté en janvier 2007, dont Bio-Rad devient revendeur, assure le développement, la vente, la distribution, et le support pour le matériel (les réactifs restant sous la coupe de Ciphergen).
- Marnes-la-Coquette : actuel siège de la filiale française de Bio-Rad, ancien site de Sanofi-Diagnostic Pasteur.
- Mitry-Mory : site de stockage et d'expédition des commandes.

- Steenvoorde : site de production (essentiellement en microbiologie).

- Roanne : site de développement et fabrication d'instrumentation (instruments d'immuno-hématologie) ⇒ fermeture pour 2022
- Schiltigheim : site de développement et fabrication d'instrumentation (laveurs, distributeurs...) ⇒ fermeture pour 2022
- Montpellier : partenariat de recherche avec l'INSERM et le CNRS. ⇒ fermé
- Hemel Hempstead : siège de la filiale Royaume-Uni.
- Montréal : actuel siège de la filiale canadienne de la division CDG, ancien site de Sanofi-Diagnostic Pasteur.
- Mississauga : actuel siège de la filiale canadienne de la division Life science.